# Takeoff
Kirshnik Khari Ball (Lawrenceville, 18 de junho de 1994 – Houston, 1 de novembro de 2022) conhecido por seu nome artístico Takeoff, foi um rapper e compositor norte-americano. Ficou conhecido por fazer parte do trio de hip hop e trap Migos. Takeoff é parente de um dos companheiros de grupo, sendo sobrinho de Quavo. O trio alcançou notoriedade quando o hit "Versace" de 2013 se tornou viral e alcançou o número 99 na Billboard Hot 100. Takeoff começou a fazer batidas e desenvolver ritmos na sétima série, mas só começou a produzir música profissionalmente em 2011.
Em 1º de novembro de 2022, Takeoff foi baleado e morto enquanto jogava dados ao lado de Quavo em uma pista de boliche, 810 Billiards & Bowling em Houston, Estados Unidos. Ele foi declarado morto no local. O rapper e tio de Takeoff, Quavo, não se feriu.

## Biografia
Kirshnik Khari Ball nasceu em Lawrenceville, que fica no condado de Gwinnett, na Geórgia, EUA. Sendo criado por lá, pela sua mãe, juntamente com os membros da família Quavo e Offset.

## Carreira

### Trabalho inicial com Migos (2008-2018)
Junto com seus parentes Quavo e Offset, Takeoff começou a fazer rap em 2008. O grupo inicialmente se apresentou sob o nome artístico Polo Club, mas eventualmente mudou seu nome para Migos. O grupo lançou seu primeiro projeto completo, uma mixtape intitulada Juug Season, em 25 de agosto de 2011. Em seguida lançaram outra mixtape No Label, em 1º de junho de 2012.
Migos inicialmente ganhou notoriedade após o lançamento do single "Versace", em 2013. A canção foi remixada pelo rapper canadense Drake e alcançou o número 99 na Billboard Hot 100 e número 31 na parada Hot R&B/Hip-Hop Songs.
O álbum de estreia do trio, Yung Rich Nation, foi lançado em julho de 2015, e contou com participações especiais de Chris Brown e Young Thug, e produção de Zaytoven e Murda Beatz. O álbum alcançou o número 17 na Billboard 200.
Migos alcançou seu primeiro single número um em 2016 com "Bad and Boujee" com Lil Uzi Vert, atingindo o topo da Billboard Hot 100 durante a semana de 21 de janeiro de 2017. A canção foi certificada quatro vezes em platina pela Recording Industry Association of America (RIAA). Embora ele possa ser visto em uma das cenas de fundo do videoclipe, Takeoff não é apresentado e nem creditado na canção. O próprio Takeoff alegou que não estava na música porque estava ocupado no momento da gravação.

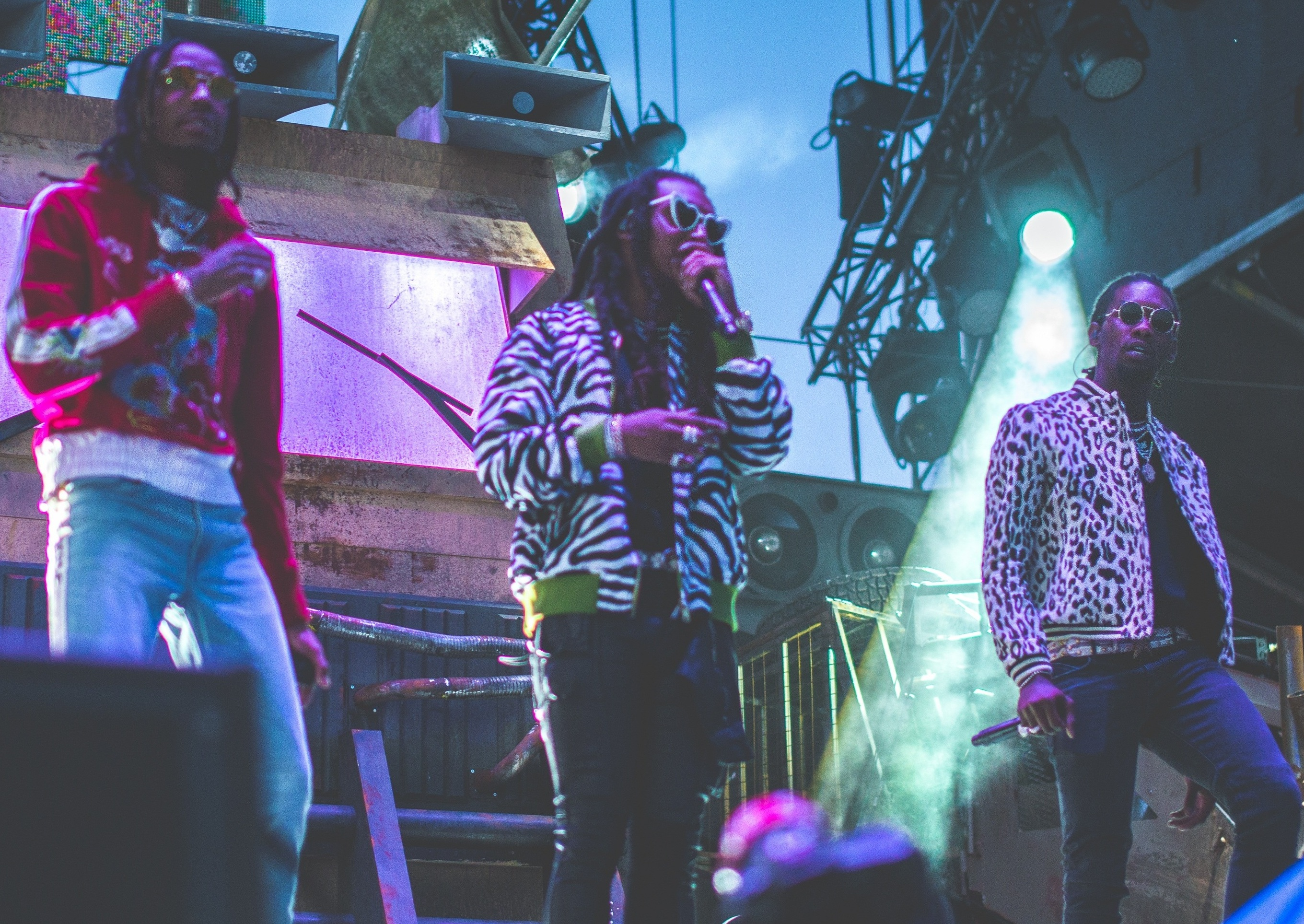
Takeoff (centro), ao lado de Quavo (esquerda) e Offset (direita), em 2017.

O álbum de estreia do grupo, Culture, foi lançado em 27 de janeiro de 2017, estreando em primeiro lugar na Billboard 200, vendendo 131 000 unidades equivalentes a álbuns, incluindo 44 000 de cópias vendidas, durante sua primeira semana de lançamento. O álbum alcançou a certificação de platina no país em julho de 2017.

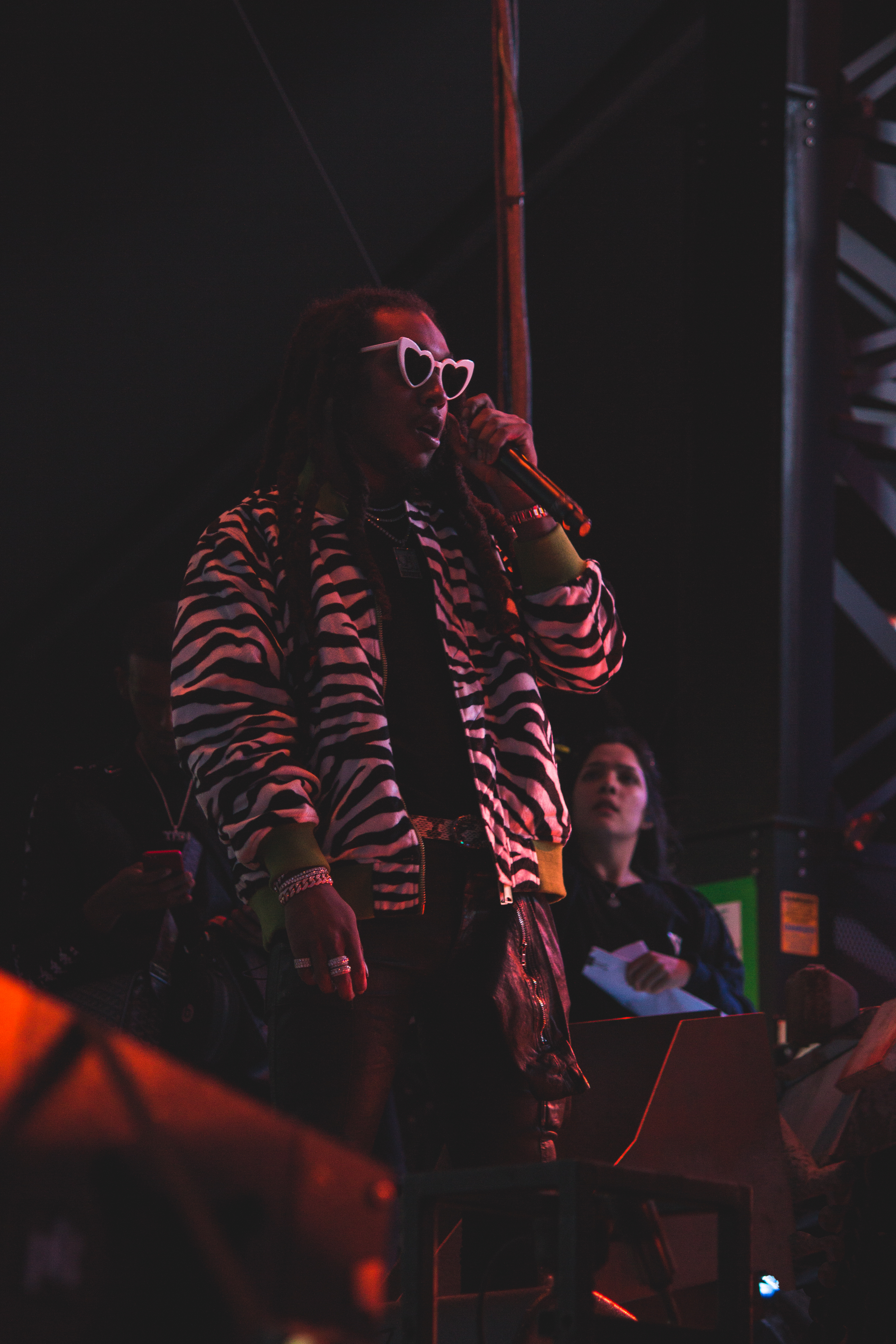
Takeoff se apresentando no VELD Music Festival em 2017.

O segundo álbum do trio, Culture II, foi lançado em 26 de janeiro de 2018. Se tornando o segundo álbum de Migos a estrear em primeiro lugar na Billboard 200, vendendo 199 000 unidades equivalentes, incluindo 38 000 cópias vendidas, em sua primeira semana de lançamento.

### The Last Rockete último trabalho do Migos (2018-2021)
Em 23 de outubro de 2018 Takeoff anunciou seu projeto solo intitulado The Last Rocket, sendo lançado no mês seguinte. Dois dias após o anúncio, ele lançou seu primeiro single do álbum, "Last Memory", junto com o videoclipe. O álbum foi lançado em 2 de novembro de 2018.
O quarto álbum do trio "Culture III" foi lançado em 11 de junho de 2021. Sendo esse último álbum de Migos lançado durante a vida de Takeoff.

### Separação do trio eOnly Built for Infinity Links(2022)
Em outubro de 2022 surgiram rumores sobre uma possível dissolução do Migos, sugerindo que a ex-namorada de Quavo, Saweetie havia dormido com Offset.
Depois disso, Quavo e Takeoff lançaram um álbum colaborativo intitulado Only Built for Infinity Links em 7 de outubro de 2022, 25 dias antes da morte de Takeoff em Houston em 1 de novembro de 2022.

## Morte
Em 1 de novembro de 2022, Takeoff foi baleado e morto em uma pista de boliche 810 Billiards & Bowling em Houston, Estados Unidos. 
O Departamento de Polícia de Houston informou que o tiroteio fatal ocorreu às 2:40 da madrugada. De acordo com testemunhas, Takeoff e Quavo estavam jogando dados. Uma briga começou quando de repente um homem surgiu no meio do grupo de pessoas e abriu fogo. Em áudio obtido pelo TMZ, é possível escutar cinco disparos que supostamente atingiram Takeoff e outras duas pessoas. O rapper foi atingido na cabeça e socorrido pelo tio, e por outra pessoa que afirmou ser enfermeira.
Em outra gravação obtida pelo site, é possível ver Quavo e seus amigos tentando mover o corpo de Takeoff, sem sucesso. Em seguida, Quavo começa a gritar por socorro. A vítima foi dada como morta ainda no local, enquanto outras duas vítimas foram levadas em veículos particulares para hospitais. Embora a polícia inicialmente não tenha identificado a vítima, o representante de Takeoff confirmou sua morte ao Associated Press. Quavo estava presente durante o tiroteio, mas não se feriu.

## Discografia

### Álbuns de estúdios

#### Solo
- The Last Rocket (2018)

#### Com Migos
- Yung Rich Nation (2015)
- Culture (2017)
- Culture II (2018)
- Culture III (2021)

#### ´Álbuns colaborativos
- Only Built for Infinity Links (com Quavo) (2022)

## Filmografia
| Ano  | Título  | Papel     | Nota                     |
| ---- | ------- | --------- | ------------------------ |
| 2016 | Atlanta | Ele mesmo | Episódio: "Go for Broke" |